# Polegate
Polegate – miasto w Anglii, w hrabstwie East Sussex, w dystrykcie Wealden. Leży 81 km na południe od Londynu. W 2007 miasto liczyło 8021 mieszkańców.